# 托坎廷斯州迪维诺波利斯
托坎廷斯州迪维诺波利斯（葡萄牙語：Divinópolis do Tocantins）是巴西托坎廷斯州的一个市镇。总面积2347.421平方公里，总人口6359人，人口密度2.7人/平方公里。